# Галилеја
Галилеја (хебр. הגליל [] — ха-Галил, арап. الجليل [] — ел-Џелал) је географска регија која обухвата велики део северног Израела. Традиционално се дели на три дела:
- Горња Галилеја
- Доња Галилеја
- Западна Галилеја

## Географија
Галилеја укључује више од једне четвртине садашњег Израела и обухвата површину од око 5.000 km². Шири се од Дана на северу, код планине Хермон, до гребена Кармела и Гилбоа на југу, и од долине Јордана на истоку па све до Средоземног мора на западу.
Западна Галилеја простире се од севера Хаифе до границе између Израела и Либана. Доња Галилеја простире се од планине Кармел на југу до долине Беит Хакерем на северу. Горња Галилеја простире се од Беит Хакерем долине све до границе са Либаном. Источна граница је Галилејско језеро и планине Голана.
Већина Галилеје састоји се од брдовитог терена, са висинама између 500 до 700 метара. Постоји више високих планина као што је планина Табор и Мерон. Релативно ниже температуре у поређењу са остатком Израела и велика количина падавина чине Галилеју средиштем флоре и фауне. Због потока, вегетације и Галилејског језера, Галилеја је популарна туристичка дестинација у Израелу.

## Историја
Јевреји су раније Галилеју звали Галил. За време Римског царства регија је подељена на Јудеју, Самарију и Галилеју, која је обухватала читав северни део земље, и био је највећа од те три регије. Ирод Антипа, син Ирода Великог, владао је Галилејом као тетрарх током ере Исуса Христа. Галилеја је била домовина Исуса током великог дела његовог живота.
Године 638. арапски калифат је преузео контролу над регијом и припојио је Урдуну (Јордану). Током Крсташких ратова Галилеја је организована у кнежевину Галилеју. Највећим делом Средњег века та регија је била под јурисдикцијом Османског царства, па након тога под Британским мандатом. Настанили су је Арапи и Друзи. 1948. Галилеја је припала Израелу.

## Модерна Галилеја
Галилеја је једна од ретких регија Израела у којој су Арапи остали и након оснивања те државе 1948. „Срце Галилеје“ — дистрикт Кармел, горњи Назарет, Малот-Таршиха, Мигдал Хаемек и Афула – има арапску већину са 75% у уделу становништва. Целокупно становништво Галилеје етнички се састоји од око 50% Јевреја и 50% Арапа (у које су укључени и Друзи и Бедуини).
Главни градови Галилеје су Ако, Назарет, Нахарија, Сафед, Кармиел, Афула, Кирјат Шемона и Тиберијада. Иако је Хаифа ван те регије служи као административни и комерцијални центар. Већина насеља су мала села које повезују ретки путеви. Железница иде уз обалу Средоземног мора. Развијају се и индустријски паркови који би запослили становништво.